# Эпизод с восточногерманским стиральным порошком
Эпизод с восточногерманским стиральным порошком (англ. The One with the East German Laundry Detergent) — пятый эпизод 1 сезона телесериала «Друзья», транслируемого по каналу NBC.
В данной серии ребята действуют парами в различных ситуациях: Джоуи и Моника на двойном свидании, Фиби и Чендлер напротив — разрывают отношения со своими вторыми половинками, а Росс пытается наладить контакт с Рэйчел в прачечной.
Это первый эпизод «Друзей», который не режиссировал Джеймс Берроуз и в котором впервые появляется Дженис Горальник — «многострадальная девушка» Чендлера.
Данная серия заняла 99 место в рейтинге среди всех 236-ти серий данного телесериала.

## Содержание
Ребята сидят в кофейне и обсуждают кем быть лучше: мужчиной или женщиной. Парни восхищаются тем, как девушки снимают бюстгальтер через рукав и всегда «имеют грудь в поле зрения». Девушки парируют, что мужчинам вообще не нужно носить бюстгальтер и они могут писать стоя. После непродолжительной перепалки Росс выкрикивает неоспоримое преимущество женщин — «многократный оргазм».
Чендлер собирается вновь бросить Дженис, но не знает как это сделать. Фиби решает поддержать его: она бросит своего парня Тони, а Чендлер — Дженис.
Рэйчел расстроена: отец хочет подарить ей кабриолет Мерседес, если она переедет обратно домой, но ей не хочется возвращаться под опеку отца.
В это время в кафе заходит бывшая девушка Джоуи — Анджела. Джоуи хочет возобновить отношения, но Анджела встречается с другим парнем — Бобом. Джоуи решает организовать двойное свидание (Анджела—Боб и Джоуи—Моника), чтобы вернуть Анджелу. Однако Монике он сказал, что Боб это всего лишь брат Анджелы.
Росс напрашивается на стирку с Рэйчел и Моникой в их прачечной. Из-за свидания, Моника не идёт в прачечную, поэтому Росс и Рэйчел остаются вдвоем. Чендлер объясняет Россу, что это похоже на свидание и нужно подготовиться.
Тем временем Моника и Джоуи ожидают в ресторане, Моника понимает, что Джоуи даже не видел Боба и тот может быть не привлекательным. Однако, когда вечер начинается, она успокаивается, так как Боб — красавчик. После того как Моника узнает, что Боб не брат Анджелы, она злится на Джоуи, но тот уговаривает её объединиться и расколоть пару, тогда Боб достанется ей, а Анджела — Джоуи. В конце вечера им это удается.
Чендлер и Фиби готовятся к разрыву отношений в кофейне. Приходят Тони и Дженис. У Фиби разрыв получился быстрым и безболезненным, а Чендлер всё никак не может собраться и начать разговор с Дженис: он уже выпил дюжину чашек эсперессо и случайно ударил Дженис в глаз. Фиби предлагает самой бросить Дженис и делает это с такой же легкостью, как и с Тони. На что Чендлер предлагает ей всегда вместе бросать своих девушек.
В прачечной у Рэйчел не ладятся дела: сначала хамоватая женщина забирает у неё занятую машину, потом Росс обнаруживает, что у Рэйчел нет порошка и предлагает ей свой немецкий стиральный порошок «Юбервайсс», затем в её бельё попадает красный носок и вся одежда окрасилась в розовый цвет. Но после очередной стычки с хамкой по поводу тележки, она чувствует себя сильной и самостоятельной и в порыве чувств целует Росса, от чего тот ударяется об дверцу машинки.
Позже, все друзья сидят в кафе: Рэйчел держит лед у головы Росса после удара, Фиби восхищается как равномерно покрасилась одежда у Рэйчел, Джоуи и Моника хвастаются победой на свидании. Рэйчел спрашивает, где Чендлер, на что Фиби сообщает, что ему нужно прийти в себя после разрыва. В это время мимо кофейни пробегает радостный Чендлер с криками «Я свободен! Свободен!».

## В ролях

### Основной состав
- Дженнифер Энистон — Рэйчел Грин
- Кортни Кокс — Моника Геллер
- Лиза Кудроу — Фиби Буффе
- Мэтт Леблан — Джоуи Триббиани
- Мэттью Перри — Чендлер Бинг
- Дэвид Швиммер — Росс Геллер

### Эпизодические роли
- Камилла Савиола — ужасная женщина в прачечной;
- Ким Джиллингам — Анджела;
- Джек Армстронг — Боб;
- Мэгги Уилер — Дженис.

## Культурные отсылки
- Дженис дарит Чендлеру 2 пары носков с Роки и Бульвинклем чтобы он мог носить либо только Рокки, либо только Бульвинкля, либо чередовать их вместе, используя на одной ноге Рокки, а на другой Бульвинкля.
- В русском переводе женщина в прачечной при споре с Рэйчел за тележку называет себя Элизабет Тэйлор, хотя в оригинале она говорит «ага, тогда у меня 24-дюймовая талия» (англ. Yeah, well, I had a 24-inch waist.).

## Производство
Мэгги Уилер поскользнулась и издала пронзительных, раздражающий смех. Сценаристам он так понравился, что они добавили его к характеру Дженис. Впервые его можно услышать, когда Дженис смеётся над шуткой Чендлера.

## Приём

### Рейтинг
После трансляции эпизод получил 18,6 миллиона просмотров на американской территории, 18 из 49 баллов и 12,9 из 20 рейтинга, а также 22-е место в недельном рейтинге телешоу.
В рейтинге всех 236-ти эпизодов сериала данная серия заняла 99 строчку.

### Отзывы
Критик из «TV-клуба» дала эпизоду положительный отзыв, сказав: "Пятый эпизод «Друзей», на мой взгляд, это первый эпизод, который похож на «Друзья», которые я помню, по крайней мере отчасти потому, что данный эпизод я вспоминаю как «такие прекрасные полчаса».